# Red, White & Blues
Red, White & Blues – album studyjny wydany przez The Blues Brothers w 1992 roku.

## Lista utworów
1. You Got the Bucks (3:30)
2. Red, White & Blues (3:55)
3. Can't Play the Blues (In An Air-Conditioned Room) (3:15)
4. Early In The Morning (3:39)
5. One Track Train (4:16)
6. Boogie Thing (3:37)
7. Never Found A Girl (5:51)
8. Trick Bag (4:25)
9. Take You And Show You (4:08)
10. Big Bird (4:58)